# Megamyrmaekion
Megamyrmaekion es un género de arañas araneomorfas de la familia Gnaphosidae. Se encuentra en la Cuenca del Mediterráneo, África subsahariana, sur de Asia y Australia. 

## Lista de especies
Según The World Spider Catalog 12.0:
- Megamyrmaekion algericum Simon, 1885
- Megamyrmaekion ashae Tikader & Gajbe, 1977
- Megamyrmaekion austrinum Simon, 1908
- Megamyrmaekion caudatum Reuss, 1834
- Megamyrmaekion hula Levy, 2009
- Megamyrmaekion jodhpurense Gajbe, 1993
- Megamyrmaekion kajalae Biswas & Biswas, 1992
- Megamyrmaekion magshimim Levy, 2009
- Megamyrmaekion nairobii Berland, 1920
- Megamyrmaekion schreineri Tucker, 1923
- Megamyrmaekion transvaalense Tucker, 1923
- Megamyrmaekion velox Simon, 1887
- Megamyrmaekion vulpinum (O. Pickard-Cambridge, 1874)